# Johann Caspar Rumpe
Johann Caspar Rumpe (* 25. Juni 1748 in Altena; † 27. Juli 1833 ebenda) war Reidemeister, Draht- und Nähnadelfabrikant und während der französischen Zeit Bürgermeister von Altena.

## Leben und Wirken
Rumpe baute von Altena ausgehend ein bedeutendes frühindustrielles Handels- und Fabrikensystem auf. Im Jahr 1788 besuchte Friedrich Wilhelm II. die noch nicht ganz fertiggestellte Nähnadelfabrik, um sich so über die Draht- und Nadelindustrie in Altena zu informieren. Die ursprünglich mit Wasserkraft betriebene Fabrik war mit finanzieller Unterstützung des preußischen Staates entstanden. Die Nähnadelproduktion beruhte dabei auf englischen Vorbildern. Sie beschäftigte mehrere hundert Personen. Sie gilt als eine der „Urfabriken“ der Metallproduktion. Außerdem betrieb Rumpe eine Fingerhut-Mühle und einen englischen Plattenhammer. Daneben war Rumpe als Drahtverleger auch als Kaufmann im großen Stil tätig. Heinrich Friedrich Karl vom Stein charakterisierte Rumpe als „außerordentlich tätigen und mit Handelsinteressen versehenen Fabrikunternehmer, oft gerissen und schlau.“
Allerdings litten seine Unternehmungen zeitweise erheblich an der Wirtschaftspolitik Napoleons. Er beteiligte sich daher 1811 an einer Petition von Unternehmern aus Rheinland und Westfalen. Abgeschnitten von den bisherigen Märkten verlangten sie nun die Öffnung des französischen Marktes. Später wandte er sich auch der Eisen- und Stahlproduktion zu.
Neben Produktionsstätten rund um Altena gehörten dazu verschiedene Bergwerke wie die Caspari-Zeche bei Arnsberg und die Grube Silberhardt in Windeck. Außerdem plante Rumpe die Errichtung einer Bank für die Grafschaft Mark mit Sitz in Hagen.
Als erfolgreicher Unternehmer ließ Rumpe 1797/98 von dem Abteibaumeister Engelbert Kleinhanz (1758–1834) aus Essen-Werden ein repräsentatives Wohn- und Geschäftshaus mit einer frühklassizistischen Fassade errichten. Das Gebäude diente seit 1883 als Postamt und wurde 1911 abgebrochen.
Rumpe hinterließ eine Selbstdarstellung über sein Leben, die eine Quelle für die frühe Industrialisierungsgeschichte darstellt.

## Werke
Johann Caspar Rumpe: Johann Caspar Rumpe 1748–1833. Eigenhändige Aufzeichnungen über sein Leben. In: Süderland, 1933, Jg. 11,